# پهادیا ان مهره
پهادیا ان مهره (به انگلیسی: Phadia An Na Mohra) یک شهر در پاکستان است که در اسلام‌آباد واقع شده‌است. پهادیا ان مهره ۵۰۷ متر بالاتر از سطح دریا واقع شده‌است.